# Mignonanka

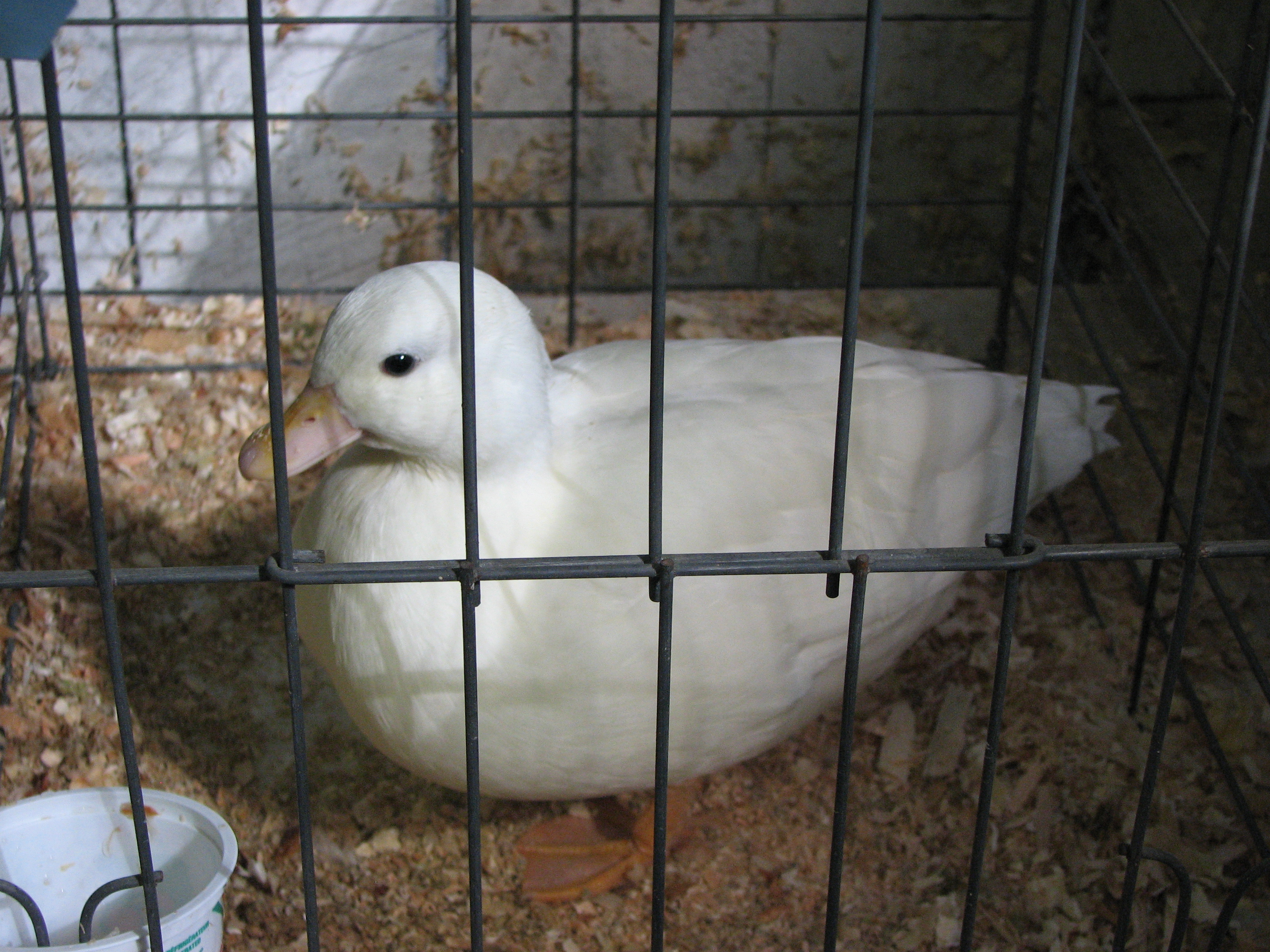
En vit mignonanka

Mignonanka är en ras anka med ursprung från Nederländerna. Den förekommer i olika färger och väger cirka 1 000 gram (ett kilogram). Äggen ska väga minst 40 gram. Könet ser man på stjärtfjädrarna, där hanarna har böjda stjärtfjädrar och honorna har raka.
På engelska kallas rasen Call Duck, eftersom mignonankor i sitt ursprungsområde använts som lockfåglar vid jakt på vilda sjöfåglar.